# البيت الكبير (فلم 1930)
البيت الكبير (بالإنجليزية: The Big House) هو فيلم دراما تم إنتاجه في الولايات المتحدة وصدر في سنة 1930. الفيلم من كتابة فرانسيز ماريون.

## طاقم التمثيل
- والاس بيري

### ترشيحات وجوائز
| السنة | الحدث  | الفئة     | النتيجة |
| ----- | ------ | --------- | ------- |
| 1930  | أوسكار | أفضل فيلم | ترشـيـح |

## وصلات خارجية
- مقالات تستعمل روابط فنية بلا صلة مع ويكي بيانات